# آی‌ان‌اس سیندوکساری (اس۶۰)
آی‌ان‌اس سیندوکساری (اس۶۰) (به انگلیسی: INS Sindhukesari (S60)) یک زیردریایی است که طول آن ۷۲٫۶ متر (۲۳۸ فوت) می‌باشد. این زیردریایی در سال ۱۹۸۸ ساخته شد.